# Standard, Kanada
Standard är en ort i Kanada.   Den ligger i provinsen Alberta, i den centrala delen av landet, 2 800 km väster om huvudstaden Ottawa. Standard ligger 900 meter över havet och antalet invånare är 379.
Terrängen runt Standard är platt, och sluttar söderut. Trakten runt Standard är nära nog obefolkad, med mindre än två invånare per kvadratkilometer.. Standard är det största samhället i trakten.
Trakten runt Standard består till största delen av jordbruksmark.